# Hôtel de Livry
L'hôtel de Livry est un hôtel particulier situé à Paris en France.

## Localisation
Il est situé au no 4 de la rue de Montalembert dans le 7e arrondissement de Paris. 

## Historique
L'hôtel a été construit en 1640 pour Jean Levasseur, secrétaire du roi. 
Il est modifié en 1709 par Germain Boffrand.
Il est loué en 1721 par Louis de Sanguin, marquis de Livry, et 1er maître d'hôtel du roi. C'est lui qui donne son nom à l'hôtel.
Hubert de Cambacérès le rachète en 1853. Sa famille étant déjà propriétaire de l'hôtel voisin, l'hôtel de La Salle.
Il est actuellement occupé par le cabinet d'avocats McDermott, Will & Emery, et n'est pas accessible à la visite.

## Description
La façade sur jardin est ornée d'un fronton garni de cornes d'abondance. Au deuxièmes étage, au dessus du balcon, on retrouve des décors sculptés en guirlande de fruits.   
À l'intérieur on peut encore y trouver un escalier, un salon et un vestibule de style Louis XV.